# Canal du Ruiten-Aa

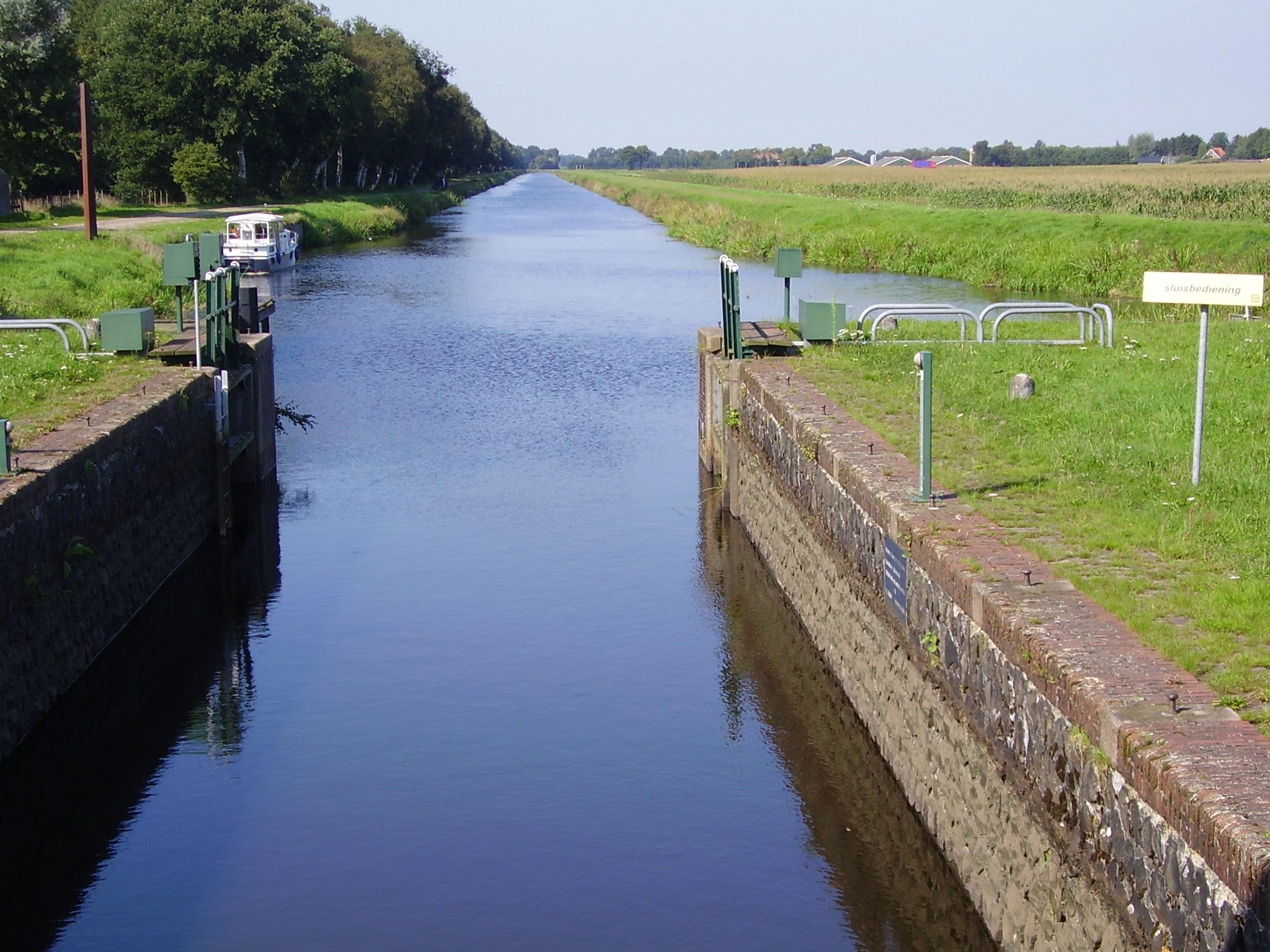
Canal et écluse à Wollinghuizen

Le canal du Ruiten-Aa, (en néerlandais, Ruiten-Aa-kanaal), est un canal de Groningue.

## Géographie
Le canal est situé dans l'est de la Groningue, dans la région de Westerwolde, proche de la frontière allemande. Le canal s'étend dans la commune de Westerwolde. Il relie le Ter Apelkanaal à Ter Apel au Canal B.L. Tijdens à Veelerveen, à partir du carrefour avec le canal du Mussel-Aa. 
Il sert essentiellement à l'évacuation des eaux de la région, ainsi qu'à la plaisance d'un gabarit limité. La hauteur libre maximale est de 2,5 m, la profondeur est faible.
Le canal du Ruiten-Aa est situé à l'est de la rivière de Ruiten-Aa, dont il a désormais repris la fonction d'évacuation des eaux. Par endroits, comme par exemple à Vlagtwedder-Veldhuis, la rivière est interrompue et l'eau passe par un conduit d'alimentation dans le canal du Ruiten-Aa. De nos jours, un projet est à l'étude pour supprimer l'interruption permanente. On veut rétablir le courant du Ruiten-Aa, tout en maintenant la possibilité de dévier l'eau par le canal. L'agence de l'eau de Hunze et Aa's assure la gestion des eaux du canal et de la rivière.

## Histoire
Le canal du Ruiten-Aa a été construit par l'initiative de l'Association pour la Promotion de la Canalisation de Westerwolde, fondée par Boelo Tijdens. L'objectif de cette association était de combattre les problèmes d'inondation en Westerwolde, causés par le défrichement et l'exploitation des marais et des tourbières de la région. Le projet de l'association, élaboré par l'ingénieur A.J.H. Bauer, fut publié en 1893. Le projet englobait l'aménagement de plusieurs canaux, dont le canal du Ruiten-Aa, le canal du Mussel-Aa et le canal B.L. Tijdens. Les travaux du canal du Ruiten-Aa furent achevés en 1920. Il existait également un embranchement vers Bourtange, et le canal comptait huit écluses.

## Utilisation du canal
La navigation sur le canal servait à développer le défrichement des zones de landes et de marais. Les bateaux apportaient des engrais artificiels et du limon issu du Dollard pour la fertilisation des sols, et ramenaient les produits agricoles, comme les pommes de terre destinées à la production de farine de pomme de terre. 
Après la Deuxième Guerre mondiale, le canal a perdu son importance pour la navigation professionnelle ; l'embranchement vers Bourtange fut comblé. 
Dans les années 1990, le canal fut rouvert, pour contribuer au développement du tourisme dans l'est de la province de Groningue. Les ponts et les écluses furent équipés afin de permettre leur maniement par les plaisanciers. On a même reconstruit l'embranchement de Bourtange.